# مسافة سمتية

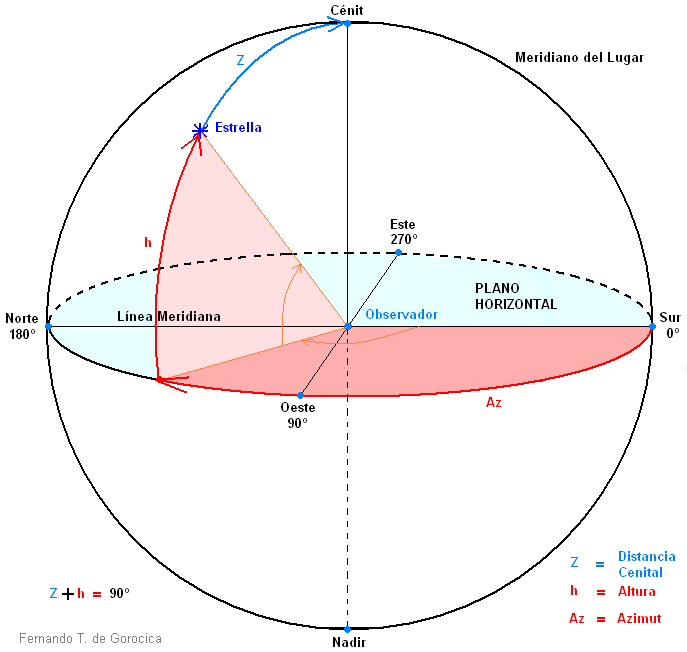
القوس z هي المسافة السمتية

تمام الارتفاع أو المسافة السمتية أو البعد السمتي (بالإنجليزية: Zenith distance)‏، التي يُشار إليها غالبًا بـ z في النصوص، هي المسافة الزاوية بين سمت الرأس ونقطة على الكرة السماوية، وتُقاس على طول دائرة الارتفاع. إنه متمم للارتفاع (انظر نظام الإحداثيات الأفقية)، أي أن المسافة السمتية والارتفاع زاويتان متتامتان (أي مجموعهما يساوي زاوية قائمة).